# Kosmičasta rdečelistka
Kosmičasta rdečelistka (znanstveno ime Entoloma jubatum) je gliva iz rodu rdečelistk (Entoloma). Vrstni pridevek jubatum izhaja iz latinščine in pomeni "griva" ali "imeti grivo".

## Značilnosti
Klobuk ima v premeru od 1,5 do 7 cm. V mladosti je stožčast kasneje se razširi in na sredini ohrani nizko grbico. Rob je upognjen in nepravilen. Je enakomerno temno sivo rjave, rdečkasto rjave ali skoraj črne barve in ima ponekod vijoličast lesk. Površina je gosto vlaknata in žametasta z zelo finimi, radialno razporejenimi, stisnjenimi vlakni, ki z dozorevanje postanejo drobno luskaste.
Lističi so zmerno gosti in ob betu globoko izrezani do skoraj prosti. V mladosti temno sivo-rjave ali rdeče-rjave čokoladne), s starostjo postanejo rožnati.
Bet je visok od 3 do 9 mm in širok od 2 do 8 mm, valjast in v dnišču rahlo razširjen. V celoti je prekrit z sivo rdeče rjavimi vlakni na svetlejšem ozadju. 
Okus je blag ali rahlo oster, vonj neopazen.

## Razširjenost in življenjski prostor
Je redka vrsta razširjena v severni in zahodni Evropi in najdena tudi v Sloveniji. Raste od poletja do jeseni v majhnih skupinah na odprtih, polnaravnih traviščih, pašnikih, travnikih, tudi na dokaj suhih resavah in odprtih gozdovih. Pogosto na apnenčastih tleh od obalnih sipin do alpskega pasu.

## Mikroskopske značilnosti
Trosni odtis je rdečkaste barve. Trosi so izrazito oglati s 6 do 9 stranicami, vsebujejo oljno kapljico in merijo 7–10 x 5,5–7,5 μm. 
- Trosni odtis
- Trosi

## Podobne vrste
- križnotrosna rdečelistka (Entoloma conferendum) je strupena in ima trose v obliki zvezdice ali križa, njen klobuk ni tako vlaknast in luskast.
- porfirasta rdečelistka (Entoloma porphyrophaeum) je večja in ima svetlejši klobuk

## Uporabnost
Neužitna zaradi ostrega okusa. Ni znano, da bi bila strupena, a se je ne nabira zaradi redkosti in podobnosti z drugimi strupenimi vrstami rdečelistk.